# Infra Sub Ultra
Infra Sub Ultra ist ein Split-Album der Funeral-Doom-Bands The Ethereal, The Sad Sun und Cold Aeon.

## Geschichte
Infra Sub Ultra entstand als Split-Album des Labels Nulll Records das drei vom Labelbetreiber Stijn van Cauter unterhaltene Musikprojekte kompilierte. Das Death-Doom-Projekt Cold Aeon unterhielt van Cauter mit Tom P. Das Funeral-Doom-Projekt The Ethereal allein. Die Funeral-Doom-Gruppe The Sad Sun war eine virtuelle Kooperation mit dem amerikanischen Musiker E. M. Hearst. Van Cauter spielte die Musik in seinem Heimstudio Templa Libitina ein. Unter welchen Bedingungen Hearst seinen Anteil an den Stücken von The Sad Sun einspielte blieb unbekannt. Die Stücke von The Sad Sun entstanden 2004, das von Cold Aeon 2003 und das von The Ethereal 2005. Für Cold Aeon war Infra Sub Ultra die erste Veröffentlichung. Im Mai 2021 remasterte van Cauter das Split-Album und veröffentlichte es über sein Musikdownload-Label Void Overflow via Bandcamp sowie über seine Homepage als Print-on-Demand-CD.

## Albuminformationen
Das am 13. Dezember 2008 erstmals veröffentlichte Album enthält vier separate Stücke, die eine Gesamtspielzeit von 1:00:47 Stunden haben. Zwei Stücke von The Sad Sun sowie jeweils eines von The Ethereal und Cold Aeon. Die drei Symbole präsentierende Gestaltung übernahm van Cauter selbst.

### Stil und Beurteilung
Die Musik des Split-Albums wird dem Funeral Doom zugerechnet. Mit Cold Aeon orientierte sich van Cauter mehr am Death Doom. Die Musik von The Ethereal blieb dem Projekt entsprechend reduziert und minimalistisch, nutzte allerdings den Klang von Pianomelodien in der Musik aus wenigen aushallenden Gitarrenanschlägen und leisem Growling. Jene von The Sad Sun präsentierten Stücke wurden als „kompromissloser und bedrückender Funeral Doom, irgendwo zwischen Worship und Tyranny“ kategorisiert. Stefano Cavanna schrieb, dass gerade The Sad Sun „den Rest bei weitem übertreffe.“

### Titelliste
1. The Sad Sun: Seas that Swallowed the Night: 19:52 (Musik und Text: Stijn van Cauter, E. M. Hearst)
2. The Sad Sun: Parallel Seas: 10:45 (Musik und Text: Stijn van Cauter, E. M. Hearst)
3. Cold Aeon: Shapes: 15:82 (Musik und Text: Tom P., Stijn van Cauter)
4. The Ethereal: Carving the Angel: 14:28 (Musik und Text: Stijn van Cauter)